# 鐵達時
鐵達時（英語：Solvil et Titus S.A.）是1887年在瑞士成立的鐘錶製造商，並為寶光實業旗下成員。

## 歷史
1887年，現代鐘錶業傳奇人物保羅·狄森創立了瑞士經典腕錶品牌鐵達時。品牌名稱中的「Solvil」靈感來自瑞士汝拉山區一家鐘錶零件製造廠所在的村落松維利耶（Sonvilier），而「Titus」則向公元一世紀的羅馬大帝致敬。狄森出生於瑞士鐘錶世家，13歲於拉紹德封應用藝術學院修畢鐘錶課程後，先後受僱於多家知名鐘錶公司，並發展出突破性技術，成功克服氣壓及磁場對計時精準度的影響。狄森所研發之技術於眾多計時測試中傲視同儕，更使他於1912年獲頒泰丁敦皇家天文台世界計時紀錄的國際殊榮，成就斐然。自此，鐵達時便與最精準計時科技畫上等號，製作出航海專用腕錶、以時分顯示每天日出日落時間的天文台錶、萬年曆腕錶、敲鐘報時腕錶，及多功能腕錶等精密計時工具。
1976年，寶光實業正式收購鐵達時品牌。90年代更曾經邀請多位亞洲紅星星拍攝一系列經典手錶廣告，經典廣告口號<不在乎天長地久，只在乎曾經擁有>更傳頌至今。
現時，鐵達時品牌主要生產手錶及眼鏡產品，產品為寶光實業旗下時間廊及眼鏡88旗艦手錶或眼鏡獨家品牌零售商戶。
在1990年代，周潤發、梅艷芳、吳倩蓮、古巨基等明星均为该品牌的代言人。

## 品牌廣告
- 1980年代末至1990年代中期：「天長地久」系列（及「青春燃燒」篇）[2][3]:44-45
- 1997年：「曼聯故事」系列（由足球員賴恩·傑斯主演）[4]
- 2010-13年：「Time is Love」（時間讓愛更了解愛）系列[5][2][3]
  - 2011年「雜物小姐」篇[3]:44
  - 2012年「一百年的愛」篇[3]:44
  - 2013年「時間樹」篇[3]:44

- 2014年：「愛情。路」系列[2]
- 2020年：「A Moment For Love」系列

## 外部連結
- （繁體中文）鐵達時 （页面存档备份，存于）
- （英文）鐵達時 （页面存档备份，存于）
- （简体中文）鐵達時 （页面存档备份，存于）